# Équipe du Maroc de football à la Coupe du monde 2022
 (novembre 2022).
Si vous disposez d'ouvrages ou d'articles de référence ou si vous connaissez des sites web de qualité traitant du thème abordé ici, merci de compléter l'article en donnant les références utiles à sa vérifiabilité et en les liant à la section « Notes et références ».
L'équipe du Maroc de football participe à la Coupe du monde de football 2022 organisée au Qatar du 20 novembre au 18 décembre 2022.
Elle termine à la 4e place, devenant la première équipe africaine à atteindre les demi-finales d'une Coupe du monde de football.

## Avant-tournoi

### Contexte
La participation du Maroc en Coupe du monde de football 2022 se déroule après l'échec à la Coupe d'Afrique des nations 2021. Après avoir terminés en tête d'un groupe composé du Ghana, du Gabon et des Comores, les Lions de l'Atlas battent le Malawi (2-1) en huitièmes de finales avant d'être éliminés face à l'Égypte malgré avoir ouvert le score (2-1, après prolongation).
En mars 2022, le Maroc se qualifie pour la Coupe du monde 2022 au Qatar, après avoir battu la République démocratique du Congo (aller à Kinshasa: 1-1, retour à Casablanca: 4-1), ce qui lui permet de disputer sa sixième phase finale depuis sa première participation en 1970 au Mexique,.
Le 31 août 2022, Walid Regragui est présenté en tant que nouveau sélectionneur de l'équipe nationale par Fouzi Lekjaa lors d'une conférence de presse au Complexe Mohammed VI. Il succède ainsi à Vahid Halilhodžić, déjà très critiqué depuis l'élimination de la CAN et qui avait des conflits avec certains cadres de l'équipe tels que Hakim Ziyech et Noussair Mazraoui. Survenant à moins de trois mois de la Coupe du monde, cette décision soulève quelques inquiétudes chez les supporters,.
Le staff technique est composé de deux anciens internationaux marocains, Gharib Amzine et Rachid Benmahmoud comme adjoints et Omar Harrak comme entraîneur des gardiens. Moussa El Habchi, déjà présent sous l'ère Vahid est chargé de l'analyse vidéo.
Le 12 septembre, il publie sa première liste en ayant pour but de ne pas effectuer beaucoup de changements. Il convoque pour la première fois le latéral gauche Hamza El Moussaoui, le milieu Abdelhamid Sabiri et l'attaquant Walid Cheddira,. Le 23 septembre, il dispute son premier match face au Chili et lance dans le bain quelques nouveaux éléments dont Walid Cheddira, Abdelhamid Sabiri et Ez Abde (victoire, 2-0),.

### Qualifications

#### Deuxième tour - Groupe I
| Rang | Équipe        | Pts | J | G | N | P | Bp | Bc | Diff |  | Résultats (▼ dom., ► ext.) |     |     |     |     |
| ---- | ------------- | --- | - | - | - | - | -- | -- | ---- |  | -------------------------- | --- | --- | --- | --- |
| 1    | Maroc         | 18  | 6 | 6 | 0 | 0 | 20 | 1  | +19  |  | Maroc                      |     | 5-0 | 3-0 | 2-0 |
| 2    | Guinée-Bissau | 6   | 6 | 1 | 3 | 2 | 5  | 11 | -6   |  | Guinée-Bissau              | 0-3 |     | 1-1 | 0-0 |
| 3    | Guinée        | 4   | 6 | 0 | 4 | 2 | 5  | 11 | -6   |  | Guinée                     | 1-4 | 0-0 |     | 2-2 |
| 4    | Soudan        | 3   | 6 | 0 | 3 | 3 | 5  | 12 | -7   |  | Soudan                     | 0-3 | 2-4 | 1-1 |     |

| 1er match              | Maroc                        | 2 - 0   | Soudan |                                                                     |                                                                     |
| 2 septembre 2021 19h00 | Aguerd 24e · Ahmed 53e (csc) | (1 - 0) |        | Complexe sportif Moulay-Abdallah, Rabat Arbitrage : Maguette Ndiaye | Complexe sportif Moulay-Abdallah, Rabat Arbitrage : Maguette Ndiaye |
| 2 septembre 2021 19h00 | Rapport                      |         |        | Complexe sportif Moulay-Abdallah, Rabat Arbitrage : Maguette Ndiaye | Complexe sportif Moulay-Abdallah, Rabat Arbitrage : Maguette Ndiaye |

| 2e match             | Maroc                                                                       | 5 - 0 | Guinée-Bissau |                                                                   |                                                                   |
| 6 octobre 2021 19h00 | Hakimi 31e · Loura 45+1e (pen.) · Chair 49e · El Kaabi 62e · El Haddadi 82e | (2-0) |               | Complexe sportif Moulay-Abdallah, Rabat Arbitrage : Boubou Traoré | Complexe sportif Moulay-Abdallah, Rabat Arbitrage : Boubou Traoré |
| 6 octobre 2021 19h00 | Rapport                                                                     |       |               | Complexe sportif Moulay-Abdallah, Rabat Arbitrage : Boubou Traoré | Complexe sportif Moulay-Abdallah, Rabat Arbitrage : Boubou Traoré |

| 3e match       | Guinée-Bissau | 0 - 3 | Maroc                         |                                                                            |                                                                            |
| 9 octobre 2021 |               | (0-2) | 10e 70e El Kaabi · 20e Barkok | Stade Mohammed-V, Casablanca (Maroc) Arbitrage : Jean-Jacques Ndala Ngambo | Stade Mohammed-V, Casablanca (Maroc) Arbitrage : Jean-Jacques Ndala Ngambo |
| 9 octobre 2021 | Rapport       |       |                               | Stade Mohammed-V, Casablanca (Maroc) Arbitrage : Jean-Jacques Ndala Ngambo | Stade Mohammed-V, Casablanca (Maroc) Arbitrage : Jean-Jacques Ndala Ngambo |

| 4e match              | Guinée   | 1 - 4   | Maroc                                       |                                                                         |                                                                         |
| 12 octobre 2021 19h00 | Kané 31e | (1 - 2) | 21e El Kaabi · 43e 65e Amallah · 89e Boufal | Complexe sportif Moulay-Abdallah, Rabat (Maroc) Arbitrage : Sidi Alioum | Complexe sportif Moulay-Abdallah, Rabat (Maroc) Arbitrage : Sidi Alioum |
| 12 octobre 2021 19h00 | Rapport  |         |                                             | Complexe sportif Moulay-Abdallah, Rabat (Maroc) Arbitrage : Sidi Alioum | Complexe sportif Moulay-Abdallah, Rabat (Maroc) Arbitrage : Sidi Alioum |

| 5e match               | Soudan  | 0 - 3   | Maroc                           |                                                                                              |                                                                                              |
| 12 novembre 2021 20h00 |         | (0 - 1) | 3e 61e Ryan Mmaee · 90+3e Louza | Complexe sportif Moulay-Abdallah, Rabat Spectateurs : 0 (huis-clos) Arbitrage : Peter Waweru | Complexe sportif Moulay-Abdallah, Rabat Spectateurs : 0 (huis-clos) Arbitrage : Peter Waweru |
| 12 novembre 2021 20h00 | Rapport |         |                                 | Complexe sportif Moulay-Abdallah, Rabat Spectateurs : 0 (huis-clos) Arbitrage : Peter Waweru | Complexe sportif Moulay-Abdallah, Rabat Spectateurs : 0 (huis-clos) Arbitrage : Peter Waweru |

| 6e match               | Maroc                               | 3 - 0   | Guinée |                                                                                              |                                                                                              |
| 16 novembre 2021 20h00 | Mmaee 20e (pen.) 29e · El Kaabi 60e | (2 - 0) |        | Complexe sportif Moulay-Abdallah, Rabat Spectateurs : 0 (huis-clos) Arbitrage : Joshua Bondo | Complexe sportif Moulay-Abdallah, Rabat Spectateurs : 0 (huis-clos) Arbitrage : Joshua Bondo |
| 16 novembre 2021 20h00 | Rapport                             |         |        | Complexe sportif Moulay-Abdallah, Rabat Spectateurs : 0 (huis-clos) Arbitrage : Joshua Bondo | Complexe sportif Moulay-Abdallah, Rabat Spectateurs : 0 (huis-clos) Arbitrage : Joshua Bondo |

#### Tour final
| Équipe   | Aller | Total | Retour | Équipe |
| -------- | ----- | ----- | ------ | ------ |
| RD Congo | 1 - 1 | 2 - 5 | 1 - 4  | Maroc  |

| 1er match              | RD Congo             | 1 - 1   | Maroc                      |                                                      |                                                      |
| 25 mars 2022 16h00 WAT | ( Kayembe) Wissa 12e | (1 - 0) | 76e Tissoudali (El Kaabi ) | Stade des Martyrs, Kinshasa Arbitrage : Victor Gomes | Stade des Martyrs, Kinshasa Arbitrage : Victor Gomes |
| 25 mars 2022 16h00 WAT | Rapport (FIFA)       |         |                            | Stade des Martyrs, Kinshasa Arbitrage : Victor Gomes | Stade des Martyrs, Kinshasa Arbitrage : Victor Gomes |

| 2e match               | Maroc                                                                 | 4 - 1   | RD Congo               |                                                                    |                                                                    |
| 29 mars 2022 20h30 WAT | Ounahi 21e · Tissoudali 45+7e · ( Tissoudali) Ounahi 54e · Hakimi 69e | (2 - 0) | 77e Malango (Bakambu ) | Stade Mohammed-V, Casablanca Arbitrage : Pacifique Ndabihawenimana | Stade Mohammed-V, Casablanca Arbitrage : Pacifique Ndabihawenimana |
| 29 mars 2022 20h30 WAT | Rapport (FIFA)                                                        |         |                        | Stade Mohammed-V, Casablanca Arbitrage : Pacifique Ndabihawenimana | Stade Mohammed-V, Casablanca Arbitrage : Pacifique Ndabihawenimana |

## Préparation

### Matchs de préparation à la Coupe du monde
Liste détaillée des matches du Maroc depuis sa qualification à la Coupe du monde :

#### Match amicaux
| 1er match               | États-Unis                                  | 3 - 0   | Maroc |                                                    |                                                    |
| 2 juin 2022 18h30 UTC-5 | Aaronson 26e · Weah 32e · Wright 64e (pen.) | (2 - 0) |       | TQL Stadium, Cincinnati Arbitrage : Ismael Cornejo | TQL Stadium, Cincinnati Arbitrage : Ismael Cornejo |
| 2 juin 2022 18h30 UTC-5 | Rapport                                     |         |       | TQL Stadium, Cincinnati Arbitrage : Ismael Cornejo | TQL Stadium, Cincinnati Arbitrage : Ismael Cornejo |

| 2e match                      | Maroc                          | 2 - 0   | Chili |                                                              |                                                              |
| 23 septembre 2022 21h00 UTC+2 | Boufal 66e (pen.) · Sabiri 78e | (0 - 0) |       | RCDE Stadium, Cornellà de Llobregat Arbitrage : Martin Dohal | RCDE Stadium, Cornellà de Llobregat Arbitrage : Martin Dohal |
| 23 septembre 2022 21h00 UTC+2 | Rapport                        |         |       | RCDE Stadium, Cornellà de Llobregat Arbitrage : Martin Dohal | RCDE Stadium, Cornellà de Llobregat Arbitrage : Martin Dohal |

| 3e match                      | Paraguay | 0 - 0   | Maroc |                                                                |                                                                |
| 27 septembre 2022 21h00 UTC+2 |          | (0 - 0) |       | Stade Benito-Villamarín, Séville Arbitrage : Jesús Gil Manzano | Stade Benito-Villamarín, Séville Arbitrage : Jesús Gil Manzano |
| 27 septembre 2022 21h00 UTC+2 | Rapport  |         |       | Stade Benito-Villamarín, Séville Arbitrage : Jesús Gil Manzano | Stade Benito-Villamarín, Séville Arbitrage : Jesús Gil Manzano |

| 4e match                     | Maroc                                         | 3 - 0   | Géorgie |                                                     |                                                     |
| 17 novembre 2022 17h00 UTC+1 | En-Nesyri 5e · Ziyech 29e · Boufal 72e (pen.) | (2 - 0) |         | Stade de Charjah, Charjah Arbitrage : Adel Al Naqbi | Stade de Charjah, Charjah Arbitrage : Adel Al Naqbi |
| 17 novembre 2022 17h00 UTC+1 | Rapport                                       |         |         | Stade de Charjah, Charjah Arbitrage : Adel Al Naqbi | Stade de Charjah, Charjah Arbitrage : Adel Al Naqbi |

#### Qualifications à la Coupe d'Afrique des Nations
| 1er match               | Maroc                        | 2 - 1   | Afrique du Sud |                                                                 |                                                                 |
| 9 juin 2022 21h00 UTC+1 | En-Nesyri 51e · El Kaabi 87e | (0 - 1) | 8e Foster      | Complexe sportif Moulay-Abdallah, Rabat Arbitrage : Sadok Selmi | Complexe sportif Moulay-Abdallah, Rabat Arbitrage : Sadok Selmi |
| 9 juin 2022 21h00 UTC+1 | Rapport                      |         |                | Complexe sportif Moulay-Abdallah, Rabat Arbitrage : Sadok Selmi | Complexe sportif Moulay-Abdallah, Rabat Arbitrage : Sadok Selmi |

| 2e match                 | Liberia | 0 - 2   | Maroc                           |                                                             |                                                             |
| 13 juin 2022 21h00 UTC+1 |         | (0 - 0) | 56e (pen.) Fajr · 57e En-Nesyri | Stade Mohammed-V, Casablanca Arbitrage : Mohamed Ali Moussa | Stade Mohammed-V, Casablanca Arbitrage : Mohamed Ali Moussa |
| 13 juin 2022 21h00 UTC+1 | Rapport |         |                                 | Stade Mohammed-V, Casablanca Arbitrage : Mohamed Ali Moussa | Stade Mohammed-V, Casablanca Arbitrage : Mohamed Ali Moussa |

## Effectif
Le 10 novembre 2022, Walid Regragui révèle sa liste des 26 joueurs sélectionnés pour prendre part à la Coupe du monde 2022, avec plusieurs surprises dont un retour en équipe nationale de Abderrazak Hamed-Allah et la convocation de Bilal El Khannouss, âgé de dix-huit ans,. On note également les absences surprenantes de Soufiane Rahimi, Anas Zniti et Ayoub El Kaabi. Ryan Mmaee, Tarik Tissoudali, Imrân Louza et Adam Masina sont tous blessés ou en retour de blessure.

Le 13 novembre 2022, Amine Harit est lui aussi victime d'une grave blessure lors de la dernière journée de Ligue 1 avant la Coupe du monde, il est déclaré forfait pour la compétition et est remplacé par Anass Zaroury,. 
| Numéro / Nom       | Numéro / Nom           | Club                | Date de naissance et âge*  | J.              | Buts            |                 |                 |                 |
| Gardiens de but    | Gardiens de but        | Gardiens de but     | Gardiens de but            | Gardiens de but | Gardiens de but | Gardiens de but | Gardiens de but | Gardiens de but |
| ------------------ | ---------------------- | ------------------- | -------------------------- | --------------- | --------------- | --------------- | --------------- | --------------- |
| 01                 | Yassine Bounou         | Séville FC          | 5 avril 1991 (31 ans)      | 0               | 0               | 0               | 0               | 0               |
| 12                 | Munir El Kajoui        | Al Wehda Club       | 10 mai 1989 (33 ans)       | 0               | 0               | 0               | 0               | 0               |
| 22                 | Reda Tagnaouti         | Wydad AC            | 5 avril 1996 (26 ans)      | 0               | 0               | 0               | 0               | 0               |
| Défenseurs         |                        |                     |                            |                 |                 |                 |                 |                 |
| 02                 | Achraf Hakimi          | Paris Saint-Germain | 4 novembre 1998 (24 ans)   | 0               | 0               | 0               | 0               | 0               |
| 03                 | Noussair Mazraoui      | Bayern Munich       | 14 novembre 1997 (25 ans)  | 0               | 0               | 0               | 0               | 0               |
| 05                 | Nayef Aguerd           | West Ham United     | 30 mars 1996 (26 ans)      | 0               | 0               | 0               | 0               | 0               |
| 06                 | Romain Saïss           | Beşiktaş JK         | 26 mars 1990 (32 ans)      | 0               | 0               | 0               | 0               | 0               |
| 18                 | Jawad El Yamiq         | Real Valladolid     | 29 février 1992 (30 ans)   | 0               | 0               | 0               | 0               | 0               |
| 20                 | Achraf Dari            | Stade brestois 29   | 6 mai 1999 (23 ans)        | 0               | 0               | 0               | 0               | 0               |
| 24                 | Badr Benoun            | Qatar SC            | 30 septembre 1993 (29 ans) | 0               | 0               | 0               | 0               | 0               |
| 25                 | Yahya Attiatallah      | Wydad AC            | 2 mars 1995 (27 ans)       | 0               | 0               | 0               | 0               | 0               |
| Milieux de terrain |                        |                     |                            |                 |                 |                 |                 |                 |
| 04                 | Sofyan Amrabat         | ACF Fiorentina      | 21 août 1996 (26 ans)      | 0               | 0               | 0               | 0               | 0               |
| 07                 | Hakim Ziyech           | Chelsea FC          | 19 mars 1993 (29 ans)      | 0               | 0               | 0               | 0               | 0               |
| 08                 | Azzedine Ounahi        | Angers SCO          | 19 avril 2000 (22 ans)     | 0               | 0               | 0               | 0               | 0               |
| 10                 | Anass Zaroury          | Burnley FC          | 18 juin 1997 (25 ans)      | 0               | 0               | 0               | 0               | 0               |
| 13                 | Ilias Chair            | Queens Park Rangers | 30 octobre 1997 (25 ans)   | 0               | 0               | 0               | 0               | 0               |
| 14                 | Zakaria Aboukhlal      | Toulouse FC         | 18 février 2000 (22 ans)   | 0               | 0               | 0               | 0               | 0               |
| 15                 | Selim Amallah          | Standard de Liège   | 15 novembre 1996 (26 ans)  | 0               | 0               | 0               | 0               | 0               |
| 17                 | Sofiane Boufal         | Angers SCO          | 17 septembre 1993 (29 ans) | 0               | 0               | 0               | 0               | 0               |
| 23                 | Bilal El Khannouss     | KRC Genk            | 10 mai 2004 (18 ans)       | 0               | 0               | 0               | 0               | 0               |
| 26                 | Yahya Jabrane          | Wydad AC            | 18 juin 1991 (31 ans)      | 0               | 0               | 0               | 0               | 0               |
| Attaquants         |                        |                     |                            |                 |                 |                 |                 |                 |
| 09                 | Abderrazak Hamed-Allah | Ittihad FC          | 17 décembre 1990 (31 ans)  | 0               | 0               | 0               | 0               | 0               |
| 11                 | Abdelhamid Sabiri      | UC Sampdoria        | 28 novembre 1996 (26 ans)  | 0               | 0               | 0               | 0               | 0               |
| 16                 | Ez Abde                | CA Osasuna          | 17 décembre 2001 (20 ans)  | 0               | 0               | 0               | 0               | 0               |
| 19                 | Youssef En-Nesyri      | Séville FC          | 1er juin 1997 (25 ans)     | 0               | 0               | 0               | 0               | 0               |
| 21                 | Walid Cheddira         | SSC Bari            | 22 janvier 1998 (24 ans)   | 0               | 0               | 0               | 0               | 0               |
| Sélectionneur      |                        |                     |                            |                 |                 |                 |                 |                 |
|                    | Walid Regragui         |                     | 23 septembre 1975 (47 ans) |                 |                 |                 |                 |                 |

* NB : Les âges sont calculés au début de la Coupe du monde 2022, le 20 novembre 2022.

## Compétition

### Format et tirage au sort
Le tirage au sort de la Coupe du monde a lieu le vendredi 1er avril 2022 au Centre des expositions à Doha. C’est le classement de mars qui est pris en compte, la sélection se classe 24e du classement FIFA, et est placée dans le chapeau 3.
Les différents sélectionneurs réagissent à ce tirage au sort. Selon le sélectionneur des Rouges John Herdman, « ce groupe est génial. On voulait ce genre de matchs. Quand on se présente à la Coupe du monde, il n’y a pas de match facile » et « on ne sera pas naïfs, mais on n'aura pas peur ». Pour le sélectionneur de la Belgique, Roberto Martínez, c’est « un tirage difficile, mais ce sont des matchs fantastiques à attendre »,. Pour le sélectionneur croate Zlatko Dalić, « ce n’est pas un groupe simple pour nous. Nous connaissons notre objectif, sortir du groupe et battre la Belgique. Mais nous devons faire attention au Canada et au Maroc »,. Pour finir, selon le sélectionneur du Maroc Vahid Halilhodžić, « c’est un tirage très difficile avec les vice-champions du monde, la meilleure équipe d’Amérique du Nord et une grosse équipe comme la Belgique »,,.
Selon l'international belge Toby Alderweireld, « ce ne sont pas des adversaires à sous-estimer. En dehors de la Croatie, ce ne sont pas des adversaires que nous connaissons beaucoup »,. Et son coéquipier Thomas Meunier a dit que « le groupe n’est pas insurmontable, mais c’est loin d’être un groupe facile »,,. « C'est un groupe difficile. Avec des équipes comme la Belgique, la Croatie et le Maroc, c'est quelque chose », a souligné le Montréalais Samuel Piette.

### Premier tour
|   | Équipe   | Pts | J | G | N | P | Bp | Bc | Diff |
| 1 | Maroc    | 7   | 3 | 2 | 1 | 0 | 4  | 1  | +3   |
| 2 | Croatie  | 5   | 3 | 1 | 2 | 0 | 4  | 1  | +3   |
| 3 | Belgique | 4   | 3 | 1 | 1 | 1 | 1  | 2  | -1   |
| 4 | Canada   | 0   | 3 | 0 | 0 | 3 | 2  | 7  | -5   |

| 12 | 23 novembre 2022  | Maroc    | 0 - 0 | Croatie  |
| 9  | 23 novembre 2022  | Belgique | 1 - 0 | Canada   |
| 26 | 27 novembre 2022  | Belgique | 0 - 2 | Maroc    |
| 27 | 27 novembre 2022  | Croatie  | 4 - 1 | Canada   |
| 41 | 1er décembre 2022 | Croatie  | 0 - 0 | Belgique |
| 42 | 1er décembre 2022 | Canada   | 1 - 2 | Maroc    |

#### Maroc - Croatie
| Match 12                                                     | Maroc   | 0 - 0   | Croatie | Stade Al-Bayt, Al-Khor                                                             |                                                                                    |
| 23 novembre 2022 · 13:00 (UTC+3) · Historique des rencontres |         | (0 - 0) |         | Spectateurs : 59 407 Arbitrage : Fernando Rapallini Arbitre vidéo : Julio Bascuñán | Spectateurs : 59 407 Arbitrage : Fernando Rapallini Arbitre vidéo : Julio Bascuñán |
| 23 novembre 2022 · 13:00 (UTC+3) · Historique des rencontres | Rapport |         |         | Spectateurs : 59 407 Arbitrage : Fernando Rapallini Arbitre vidéo : Julio Bascuñán | Spectateurs : 59 407 Arbitrage : Fernando Rapallini Arbitre vidéo : Julio Bascuñán |

| Maroc | Croatie |

| MAROC :         |    |                        |     |     |
|                 |    |                        |     |     |
| Gardien de but  | 01 | Yassine Bounou         |     |     |
|                 | 03 | Noussair Mazraoui      |     | 60e |
|                 | 06 | Romain Saïss           |     |     |
|                 | 05 | Nayef Aguerd           |     |     |
|                 | 02 | Achraf Hakimi          |     |     |
|                 | 04 | Sofyan Amrabat         | 78e |     |
|                 | 15 | Selim Amallah          |     |     |
|                 | 08 | Azzedine Ounahi        |     | 81e |
|                 | 17 | Sofiane Boufal         |     | 65e |
|                 | 19 | Youssef En-Nesyri      |     | 81e |
|                 | 07 | Hakim Ziyech           |     |     |
| Remplaçants :   |    |                        |     |     |
|                 | 25 | Yahya Attiatallah      |     | 60e |
|                 | 16 | Ez Abde                |     | 65e |
|                 | 09 | Abderrazak Hamed-Allah |     | 81e |
|                 | 11 | Abdelhamid Sabiri      |     | 81e |
| Sélectionneur : |    |                        |     |     |
| Walid Regragui  |    |                        |     |     |

| CROATIE :       |    |                   |  |     |
|                 |    |                   |  |     |
| Gardien de but  | 01 | Dominik Livaković |  |     |
|                 | 19 | Borna Sosa        |  |     |
|                 | 20 | Joško Gvardiol    |  |     |
|                 | 06 | Dejan Lovren      |  |     |
|                 | 22 | Josip Juranović   |  |     |
|                 | 11 | Marcelo Brozović  |  |     |
|                 | 08 | Mateo Kovačić     |  | 79e |
|                 | 10 | Luka Modrić       |  |     |
|                 | 04 | Ivan Perišić      |  | 90e |
|                 | 09 | Andrej Kramarić   |  | 71e |
|                 | 13 | Nikola Vlašić     |  | 46e |
| Remplaçants :   |    |                   |  |     |
|                 | 15 | Mario Pašalić     |  | 46e |
|                 | 14 | Marko Livaja      |  | 71e |
|                 | 07 | Lovro Majer       |  | 79e |
|                 | 18 | Mislav Oršić      |  | 90e |
| Sélectionneur : |    |                   |  |     |
| Zlatko Dalić    |    |                   |  |     |

| Assistants : Juan Pablo Belatti Diego Bonfá Quatrième arbitre : Kevin Ortega Assistants arbitre vidéo : Leodán González Nicolás Taran Paolo Valeri Homme du Match : Luka Modrić |

#### Belgique - Maroc
| Match 26                                                     | Belgique | 0 - 2   | Maroc                                  | Stade Al-Thumama, Doha                                                                |                                                                                       |
| 27 novembre 2022 · 16:00 (UTC+3) · Historique des rencontres |          | (0 - 0) | 73e Sabiri · 90+2e Aboukhlal (Ziyech ) | Spectateurs : 43 738 Arbitrage : César Arturo Ramos Arbitre vidéo : Fernando Guerrero | Spectateurs : 43 738 Arbitrage : César Arturo Ramos Arbitre vidéo : Fernando Guerrero |
| 27 novembre 2022 · 16:00 (UTC+3) · Historique des rencontres | Rapport  |         |                                        | Spectateurs : 43 738 Arbitrage : César Arturo Ramos Arbitre vidéo : Fernando Guerrero | Spectateurs : 43 738 Arbitrage : César Arturo Ramos Arbitre vidéo : Fernando Guerrero |

| Belgique | Maroc |

| BELGIQUE :       |    |                      |     |     |
|                  |    |                      |     |     |
| Gardien de but   | 01 | Thibaut Courtois     |     |     |
|                  | 05 | Jan Vertonghen       |     |     |
|                  | 02 | Toby Alderweireld    |     |     |
|                  | 15 | Thomas Meunier       |     | 81e |
|                  | 16 | Thorgan Hazard       |     | 75e |
|                  | 10 | Eden Hazard          |     | 60e |
|                  | 06 | Axel Witsel          |     |     |
|                  | 18 | Amadou Onana         | 29e | 60e |
|                  | 21 | Timothy Castagne     |     |     |
|                  | 07 | Kevin De Bruyne      |     |     |
|                  | 23 | Michy Batshuayi      |     | 75e |
| Remplaçants :    |    |                      |     |     |
|                  | 08 | Youri Tielemans      |     | 60e |
|                  | 14 | Dries Mertens        |     | 60e |
|                  | 22 | Charles De Ketelaere |     | 75e |
|                  | 17 | Leandro Trossard     |     | 75e |
|                  | 09 | Romelu Lukaku        |     | 81e |
| Sélectionneur :  |    |                      |     |     |
| Roberto Martínez |    |                      |     |     |

| MAROC :         |    |                        |       |     |
|                 |    |                        |       |     |
| Gardien de but  | 12 | Munir El Kajoui        |       |     |
|                 | 03 | Noussair Mazraoui      |       |     |
|                 | 06 | Romain Saïss           |       |     |
|                 | 05 | Nayef Aguerd           |       |     |
|                 | 02 | Achraf Hakimi          |       | 68e |
|                 | 04 | Sofyan Amrabat         |       |     |
|                 | 15 | Selim Amallah          |       | 68e |
|                 | 08 | Azzedine Ounahi        |       | 78e |
|                 | 17 | Sofiane Boufal         |       | 73e |
|                 | 19 | Youssef En-Nesyri      |       | 73e |
|                 | 07 | Hakim Ziyech           |       |     |
| Remplaçants :   |    |                        |       |     |
|                 | 11 | Abdelhamid Sabiri      | 90+5e | 68e |
|                 | 25 | Yahya Attiatallah      |       | 68e |
|                 | 14 | Zakaria Aboukhlal      |       | 73e |
|                 | 09 | Abderrazak Hamed-Allah |       | 73e |
|                 | 18 | Jawad El Yamiq         |       | 78e |
| Sélectionneur : |    |                        |       |     |
| Walid Regragui  |    |                        |       |     |

| Assistants : Alberto Morín Miguel Hernández Quatrième arbitre : Yoshimi Yamashita Assistants arbitre vidéo : Nicolás Gallo Kathryn Nesbitt Armando Villarreal Homme du Match : Hakim Ziyech |

#### Canada - Maroc
| Match 42                                                      | Canada           | 1 - 2   | Maroc                               | Stade Al-Thumama, Doha                                                        |                                                                               |
| 1er décembre 2022 · 18:00 (UTC+3) · Historique des rencontres | Aguerd 40e (csc) | (1 - 2) | 4e Ziyech · 23e En-Nesyri (Hakimi ) | Spectateurs : 43 102 Arbitrage : Raphael Claus Arbitre vidéo : Julio Bascuñán | Spectateurs : 43 102 Arbitrage : Raphael Claus Arbitre vidéo : Julio Bascuñán |
| 1er décembre 2022 · 18:00 (UTC+3) · Historique des rencontres | Rapport          |         |                                     | Spectateurs : 43 102 Arbitrage : Raphael Claus Arbitre vidéo : Julio Bascuñán | Spectateurs : 43 102 Arbitrage : Raphael Claus Arbitre vidéo : Julio Bascuñán |

| Canada | Maroc |

| CANADA :        |    |                   |       |     |
|                 |    |                   |       |     |
| Gardien de but  | 18 | Milan Borjan      |       |     |
|                 | 03 | Sam Adekugbe      | 45+2e | 60e |
|                 | 04 | Kamal Miller      |       |     |
|                 | 05 | Steven Vitória    | 84e   |     |
|                 | 02 | Alistair Johnston |       |     |
|                 | 11 | Tajon Buchanan    |       |     |
|                 | 14 | Mark-Anthony Kaye |       | 60e |
|                 | 21 | Jonathan Osorio   | 26e   | 65e |
|                 | 19 | Alphonso Davies   |       |     |
|                 | 17 | Cyle Larin        |       | 60e |
|                 | 10 | Junior Hoilett    | 7e    | 76e |
| Remplaçants :   |    |                   |       |     |
|                 | 20 | Jonathan David    |       | 60e |
|                 | 13 | Atiba Hutchinson  |       | 60e |
|                 | 15 | Ismaël Koné       |       | 60e |
|                 | 22 | Richie Laryea     |       | 65e |
|                 | 24 | David Wotherspoon |       | 76e |
| Sélectionneur : |    |                   |       |     |
| John Herdman    |    |                   |       |     |

| MAROC :         |    |                      |  |     |
|                 |    |                      |  |     |
| Gardien de but  | 01 | Yassine Bounou       |  |     |
|                 | 03 | Noussair Mazraoui    |  |     |
|                 | 06 | Romain Saïss         |  |     |
|                 | 05 | Nayef Aguerd         |  |     |
|                 | 02 | Achraf Hakimi        |  | 85e |
|                 | 04 | Sofyan Amrabat       |  |     |
|                 | 11 | Abdelhamid Sabiri    |  | 65e |
|                 | 08 | Azzedine Ounahi      |  | 76e |
|                 | 17 | Sofiane Boufal       |  | 65e |
|                 | 19 | Youssef En-Nesyri    |  |     |
|                 | 07 | Hakim Ziyech         |  | 76e |
| Remplaçants :   |    |                      |  |     |
|                 | 14 | Zakaria Aboukhlal    |  | 65e |
|                 | 15 | Selim Amallah        |  | 65e |
|                 | 09 | Abderrazak Hamdallah |  | 76e |
|                 | 18 | Jawad El Yamiq       |  | 76e |
|                 | 26 | Yahya Jabrane        |  | 85e |
| Sélectionneur : |    |                      |  |     |
| Walid Regragui  |    |                      |  |     |

| Assistants : Rodrigo Figueiredo Danilo Simon Quatrième arbitre : Yoshimi Yamashita Assistants arbitre vidéo : Juan Martínez Munuera Roberto Diaz Leodán González Homme du Match : Achraf Hakimi |

### Huitième de finale

#### Maroc - Espagne
| Match 55                      | Maroc                             | 0 - 0 a. p.           | Espagne                    | Stade Education City, Al Rayyan                                                    |                                                                                    |
| 6 décembre 2022 18h00 (UTC+3) |                                   | (0 - 0, 0 - 0, 0 - 0) |                            | Spectateurs : 44 667 Arbitrage : Fernando Rapallini Arbitre vidéo : Mauro Vigliano | Spectateurs : 44 667 Arbitrage : Fernando Rapallini Arbitre vidéo : Mauro Vigliano |
| 6 décembre 2022 18h00 (UTC+3) | Rapport                           |                       |                            | Spectateurs : 44 667 Arbitrage : Fernando Rapallini Arbitre vidéo : Mauro Vigliano | Spectateurs : 44 667 Arbitrage : Fernando Rapallini Arbitre vidéo : Mauro Vigliano |
| 6 décembre 2022 18h00 (UTC+3) | Sabiri · Ziyech · Benoun · Hakimi | Tirs au but 3 - 0     | Sarabia · Soler · Busquets | Spectateurs : 44 667 Arbitrage : Fernando Rapallini Arbitre vidéo : Mauro Vigliano | Spectateurs : 44 667 Arbitrage : Fernando Rapallini Arbitre vidéo : Mauro Vigliano |

| Maroc | Espagne |

| MAROC :         |    |                   |     |      |
|                 |    |                   |     |      |
| Gardien de but  | 01 | Yassine Bounou    |     |      |
|                 | 03 | Noussair Mazraoui |     | 82e  |
|                 | 06 | Romain Saïss      | 90e |      |
|                 | 05 | Nayef Aguerd      |     | 84e  |
|                 | 02 | Achraf Hakimi     |     |      |
|                 | 04 | Sofyan Amrabat    |     |      |
|                 | 15 | Selim Amallah     |     | 82e  |
|                 | 08 | Azzedine Ounahi   |     | 120e |
|                 | 17 | Sofiane Boufal    |     | 66e  |
|                 | 19 | Youssef En-Nesyri |     | 82e  |
|                 | 07 | Hakim Ziyech      |     |      |
| Remplaçants :   |    |                   |     |      |
|                 | 16 | Ez Abde           |     | 66e  |
|                 | 11 | Abdelhamid Sabiri |     | 82e  |
|                 | 21 | Walid Cheddira    |     | 82e  |
|                 | 25 | Yahya Attiatallah |     | 82e  |
|                 | 18 | Jawad El Yamiq    |     | 84e  |
|                 | 24 | Badr Benoun       |     | 120e |
| Sélectionneur : |    |                   |     |      |
| Walid Regragui  |    |                   |     |      |

| ESPAGNE :       |    |                 |     |     |      |
|                 |    |                 |     |     |      |
| Gardien de but  | 23 | Unai Simón      |     |     |      |
|                 | 18 | Jordi Alba      |     | 98e |      |
|                 | 24 | Aymeric Laporte | 77e |     |      |
|                 | 16 | Rodri           |     |     |      |
|                 | 06 | Marcos Llorente |     |     |      |
|                 | 05 | Sergio Busquets |     |     |      |
|                 | 26 | Pedri           |     |     |      |
|                 | 09 | Gavi            |     | 63e |      |
|                 | 21 | Dani Olmo       |     | 98e |      |
|                 | 10 | Marco Asensio   |     | 63e |      |
|                 | 11 | Ferran Torres   |     | 75e |      |
| Remplaçants :   |    |                 |     |     |      |
|                 | 07 | Álvaro Morata   |     | 63e |      |
|                 | 19 | Carlos Soler    |     | 63e |      |
|                 | 12 | Nico Williams   |     | 75e | 118e |
|                 | 25 | Ansu Fati       |     | 98e |      |
|                 | 14 | Alejandro Balde |     | 98e |      |
|                 | 22 | Pablo Sarabia   |     |     | 118e |
| Sélectionneur : |    |                 |     |     |      |
| Luis Enrique    |    |                 |     |     |      |

| Assistants : Juan Pablo Belatti Diego Bonfá Quatrième arbitre : Raphael Claus Assistants arbitre vidéo : Nicolás Gallo Nicolás Taran Julio Bascuñán Homme du Match : Yassine Bounou |

### Quart de finale

#### Maroc - Portugal
| Match 59                       | Maroc                        | 1 - 0   | Portugal | Stade Al-Thumama, Doha                                                        |                                                                               |
| 10 décembre 2022 18h00 (UTC+3) | ( Attiatallah) En-Nesyri 42e | (1 - 0) |          | Spectateurs : 44 198 Arbitrage : Facundo Tello Arbitre vidéo : Mauro Vigliano | Spectateurs : 44 198 Arbitrage : Facundo Tello Arbitre vidéo : Mauro Vigliano |
| 10 décembre 2022 18h00 (UTC+3) | Rapport                      |         |          | Spectateurs : 44 198 Arbitrage : Facundo Tello Arbitre vidéo : Mauro Vigliano | Spectateurs : 44 198 Arbitrage : Facundo Tello Arbitre vidéo : Mauro Vigliano |

| Maroc | Portugal |

| MAROC :         |    |                   |              |     |
|                 |    |                   |              |     |
| Gardien de but  | 01 | Yassine Bounou    |              |     |
|                 | 25 | Yahya Attiatallah |              |     |
|                 | 06 | Romain Saïss      |              | 57e |
|                 | 18 | Jawad El Yamiq    |              |     |
|                 | 02 | Achraf Hakimi     |              |     |
|                 | 04 | Sofyan Amrabat    |              |     |
|                 | 15 | Selim Amallah     |              | 65e |
|                 | 08 | Azzedine Ounahi   |              |     |
|                 | 17 | Sofiane Boufal    |              | 82e |
|                 | 19 | Youssef En-Nesyri |              | 65e |
|                 | 07 | Hakim Ziyech      |              | 82e |
| Remplaçants :   |    |                   |              |     |
|                 | 20 | Achraf Dari       | 70e          | 57e |
|                 | 21 | Walid Cheddira    | 90+1e, 90+3e | 65e |
|                 | 24 | Badr Benoun       |              | 65e |
|                 | 14 | Zakaria Aboukhlal |              | 82e |
|                 | 26 | Yahya Jabrane     |              | 82e |
| Sélectionneur : |    |                   |              |     |
| Walid Regragui  |    |                   |              |     |

| PORTUGAL :      |    |                   |     |     |
|                 |    |                   |     |     |
| Gardien de but  | 22 | Diogo Costa       |     |     |
|                 | 05 | Raphaël Guerreiro |     | 51e |
|                 | 04 | Rúben Dias        |     |     |
|                 | 03 | Pepe              |     |     |
|                 | 02 | Diogo Dalot       |     | 79e |
|                 | 18 | Rúben Neves       |     | 51e |
|                 | 25 | Otávio            |     | 69e |
|                 | 10 | Bernardo Silva    |     |     |
|                 | 11 | João Félix        |     |     |
|                 | 26 | Gonçalo Ramos     |     | 69e |
|                 | 08 | Bruno Fernandes   |     |     |
| Remplaçants :   |    |                   |     |     |
|                 | 20 | João Cancelo      |     | 51e |
|                 | 07 | Cristiano Ronaldo |     | 51e |
|                 | 15 | Rafael Leão       |     | 69e |
|                 | 16 | Vitinha           | 87e | 69e |
|                 | 21 | Ricardo Horta     |     | 79e |
| Sélectionneur : |    |                   |     |     |
| Fernando Santos |    |                   |     |     |

| Assistants : Ezequiel Brailovsky Gabriel Chade Quatrième arbitre : Iván Barton Assistants arbitre vidéo : Ricardo de Burgos Bengoetxea Diego Bonfá Armando Villarreal Homme du Match : Yassine Bounou |

### Demi-finale

#### France - Maroc
| Match 62                       | France                           | 2 - 0   | Maroc | Stade Al-Bayt, Al-Khor                                                           |                                                                                  |
| 14 décembre 2022 22h00 (UTC+3) | T. Hernandez 5e · Kolo Muani 79e | (1 - 0) |       | Spectateurs : 68 294 Arbitrage : César Arturo Ramos Arbitre vidéo : Drew Fischer | Spectateurs : 68 294 Arbitrage : César Arturo Ramos Arbitre vidéo : Drew Fischer |
| 14 décembre 2022 22h00 (UTC+3) | Rapport                          |         |       | Spectateurs : 68 294 Arbitrage : César Arturo Ramos Arbitre vidéo : Drew Fischer | Spectateurs : 68 294 Arbitrage : César Arturo Ramos Arbitre vidéo : Drew Fischer |

| France | Maroc |

| FRANCE :         |    |                     |  |     |
|                  |    |                     |  |     |
| Gardien de but   | 01 | Hugo Lloris         |  |     |
|                  | 22 | Théo Hernandez      |  |     |
|                  | 24 | Ibrahima Konaté     |  |     |
|                  | 04 | Raphaël Varane      |  |     |
|                  | 05 | Jules Koundé        |  |     |
|                  | 13 | Youssouf Fofana     |  |     |
|                  | 08 | Aurélien Tchouaméni |  |     |
|                  | 10 | Kylian Mbappé       |  |     |
|                  | 07 | Antoine Griezmann   |  |     |
|                  | 11 | Ousmane Dembélé     |  | 78e |
|                  | 09 | Olivier Giroud      |  | 65e |
| Remplaçants :    |    |                     |  |     |
|                  | 26 | Marcus Thuram       |  | 65e |
|                  | 12 | Randal Kolo Muani   |  | 78e |
| Sélectionneur :  |    |                     |  |     |
| Didier Deschamps |    |                     |  |     |

| MAROC :         |    |                        |     |     |     |
|                 |    |                        |     |     |     |
| Gardien de but  | 01 | Yassine Bounou         |     |     |     |
|                 | 03 | Noussair Mazraoui      |     | 46e |     |
|                 | 06 | Romain Saïss           |     | 21e |     |
|                 | 20 | Achraf Dari            |     |     |     |
|                 | 18 | Jawad El Yamiq         |     |     |     |
|                 | 02 | Achraf Hakimi          |     |     |     |
|                 | 17 | Sofiane Boufal         | 27e | 66e |     |
|                 | 04 | Sofyan Amrabat         |     |     |     |
|                 | 08 | Azzedine Ounahi        |     |     |     |
|                 | 07 | Hakim Ziyech           |     |     |     |
|                 | 19 | Youssef En-Nesyri      |     | 66e |     |
| Remplaçants :   |    |                        |     |     |     |
|                 | 15 | Selim Amallah          |     | 21e | 78e |
|                 | 25 | Yahya Attiatallah      |     | 46e |     |
|                 | 09 | Abderrazak Hamed-Allah |     | 66e |     |
|                 | 14 | Zakaria Aboukhlal      |     | 66e |     |
|                 | 16 | Ez Abde                |     | 78e |     |
| Sélectionneur : |    |                        |     |     |     |
| Walid Regragui  |    |                        |     |     |     |

| Assistants : Alberto Morín Miguel Hernández Quatrième arbitre : Jesús Valenzuela Assistants arbitre vidéo : Nicolás Gallo Neuza Back Armando Villarreal Homme du Match : Antoine Griezmann |

### Match pour la troisième place

#### Croatie - Maroc
| Match 63                       | Croatie                                      | 2 - 1   | Maroc   | Stade international de Khalifa, Doha                                                  |                                                                                       |
| 17 décembre 2022 18h00 (UTC+3) | ( Perišić) Gvardiol 7e · ( Livaja) Oršić 42e | (2 - 1) | 9e Dari | Spectateurs : 44 137 Arbitrage : Abdulrahman Al-Jassim Arbitre vidéo : Julio Bascuñán | Spectateurs : 44 137 Arbitrage : Abdulrahman Al-Jassim Arbitre vidéo : Julio Bascuñán |
| 17 décembre 2022 18h00 (UTC+3) | Rapport                                      |         |         | Spectateurs : 44 137 Arbitrage : Abdulrahman Al-Jassim Arbitre vidéo : Julio Bascuñán | Spectateurs : 44 137 Arbitrage : Abdulrahman Al-Jassim Arbitre vidéo : Julio Bascuñán |

| Croatie | Maroc |

| CROATIE :       |    |                   |  |       |
|                 |    |                   |  |       |
| Gardien de but  | 01 | Dominik Livaković |  |       |
|                 | 04 | Ivan Perišić      |  |       |
|                 | 20 | Joško Gvardiol    |  |       |
|                 | 24 | Boško Šutalo      |  |       |
|                 | 02 | Josip Stanišić    |  |       |
|                 | 18 | Mislav Oršić      |  | 90+5e |
|                 | 08 | Mateo Kovačić     |  |       |
|                 | 10 | Luka Modrić       |  |       |
|                 | 07 | Lovro Majer       |  | 66e   |
|                 | 09 | Andrej Kramarić   |  | 61e   |
|                 | 14 | Marko Livaja      |  | 66e   |
| Remplaçants :   |    |                   |  |       |
|                 | 13 | Nikola Vlašić     |  | 61e   |
|                 | 16 | Bruno Petković    |  | 66e   |
|                 | 15 | Mario Pašalić     |  | 66e   |
|                 | 26 | Kristijan Jakić   |  | 90+5e |
| Sélectionneur : |    |                   |  |       |
| Zlatko Dalić    |    |                   |  |       |

| MAROC :         |    |                    |     |     |
|                 |    |                    |     |     |
| Gardien de but  | 01 | Yassine Bounou     |     |     |
|                 | 25 | Yahya Attiatallah  |     |     |
|                 | 20 | Achraf Dari        |     | 64e |
|                 | 18 | Jawad El Yamiq     |     | 67e |
|                 | 02 | Achraf Hakimi      |     |     |
|                 | 04 | Sofyan Amrabat     |     |     |
|                 | 11 | Abdelhamid Sabiri  |     | 46e |
|                 | 23 | Bilal El Khannouss |     | 56e |
|                 | 17 | Sofiane Boufal     |     | 64e |
|                 | 19 | Youssef En-Nesyri  |     |     |
|                 | 07 | Hakim Ziyech       |     |     |
| Remplaçants :   |    |                    |     |     |
|                 | 13 | Ilias Chair        |     | 46e |
|                 | 08 | Azzedine Ounahi    | 69e | 56e |
|                 | 10 | Anass Zaroury      |     | 64e |
|                 | 24 | Badr Benoun        |     | 64e |
|                 | 15 | Selim Amallah      | 84e | 66e |
| Sélectionneur : |    |                    |     |     |
| Walid Regragui  |    |                    |     |     |

| Assistants : Taleb Al-Marri Saoud Ahmed Almaqaleh Quatrième arbitre : Raphael Claus Assistants arbitre vidéo : Pol van Boekel Bruno Pires Armando Villarreal Homme du Match : Joško Gvardiol |

## Statistiques

### Temps de jeu
| Joueur                 |          |          |          |          |          |          |          | TT       | But inscrit | Passe décisive | MJ       | MT       | Légende |
| ---------------------- | -------- | -------- | -------- | -------- | -------- | -------- | -------- | -------- | ----------- | -------------- | -------- | -------- | --- |
| Gardiens               | Gardiens | Gardiens | Gardiens | Gardiens | Gardiens | Gardiens | Gardiens | Gardiens | Gardiens    | Gardiens       | Gardiens | Gardiens | Abréviations et symboles - TT : Total de minutes jouées - MJ : Nombre de matchs joués - MT : Matchs joués en tant que titulaire - : But - : Passe décisive - : Joueur entré - : Joueur remplacé - : Capitaine - : Carton jaune - : Carton rouge |
| Yassine Bounou         | 90       | -        | 90       | 120      | 90       | 90       | 90       | 570      | -           | -              | 6        | 6        | Abréviations et symboles - TT : Total de minutes jouées - MJ : Nombre de matchs joués - MT : Matchs joués en tant que titulaire - : But - : Passe décisive - : Joueur entré - : Joueur remplacé - : Capitaine - : Carton jaune - : Carton rouge |
| Munir El Kajoui        | -        | 90       | -        | -        | -        | -        | -        | 90       | -           | -              | 1        | 1        | Abréviations et symboles - TT : Total de minutes jouées - MJ : Nombre de matchs joués - MT : Matchs joués en tant que titulaire - : But - : Passe décisive - : Joueur entré - : Joueur remplacé - : Capitaine - : Carton jaune - : Carton rouge |
| Reda Tagnaouti         | -        | -        | -        | -        | -        | -        | -        | -        | -           | -              | -        | -        | Abréviations et symboles - TT : Total de minutes jouées - MJ : Nombre de matchs joués - MT : Matchs joués en tant que titulaire - : But - : Passe décisive - : Joueur entré - : Joueur remplacé - : Capitaine - : Carton jaune - : Carton rouge |
| Défenseurs             |          |          |          |          |          |          |          |          |             |                |          |          | Abréviations et symboles - TT : Total de minutes jouées - MJ : Nombre de matchs joués - MT : Matchs joués en tant que titulaire - : But - : Passe décisive - : Joueur entré - : Joueur remplacé - : Capitaine - : Carton jaune - : Carton rouge |
| Nayef Aguerd           | 90       | 90       | 90       | 84       | -        | -        | -        | 354      | -           | -              | 4        | 4        | Abréviations et symboles - TT : Total de minutes jouées - MJ : Nombre de matchs joués - MT : Matchs joués en tant que titulaire - : But - : Passe décisive - : Joueur entré - : Joueur remplacé - : Capitaine - : Carton jaune - : Carton rouge |
| Yahya Attiatallah      | 30       | 22       | -        | 38       | 90       | 44       | 90       | 314      | -           | 1              | 6        | 2        | Abréviations et symboles - TT : Total de minutes jouées - MJ : Nombre de matchs joués - MT : Matchs joués en tant que titulaire - : But - : Passe décisive - : Joueur entré - : Joueur remplacé - : Capitaine - : Carton jaune - : Carton rouge |
| Badr Benoun            | -        | -        | -        | 1        | 25       | -        | 26       | 52       | -           | -              | 3        | -        | Abréviations et symboles - TT : Total de minutes jouées - MJ : Nombre de matchs joués - MT : Matchs joués en tant que titulaire - : But - : Passe décisive - : Joueur entré - : Joueur remplacé - : Capitaine - : Carton jaune - : Carton rouge |
| Achraf Dari            | -        | -        | -        | -        | 33       | 90       | 64       | 187      | 1           | -              | 3        | 2        | Abréviations et symboles - TT : Total de minutes jouées - MJ : Nombre de matchs joués - MT : Matchs joués en tant que titulaire - : But - : Passe décisive - : Joueur entré - : Joueur remplacé - : Capitaine - : Carton jaune - : Carton rouge |
| Jawad El Yamiq         | -        | 12       | 14       | 36       | 90       | 90       | 67       | 309      | -           | -              | 6        | 3        | Abréviations et symboles - TT : Total de minutes jouées - MJ : Nombre de matchs joués - MT : Matchs joués en tant que titulaire - : But - : Passe décisive - : Joueur entré - : Joueur remplacé - : Capitaine - : Carton jaune - : Carton rouge |
| Achraf Hakimi          | 90       | 68       | 85       | 120      | 90       | 90       | 90       | 633      | -           | 1              | 7        | 7        | Abréviations et symboles - TT : Total de minutes jouées - MJ : Nombre de matchs joués - MT : Matchs joués en tant que titulaire - : But - : Passe décisive - : Joueur entré - : Joueur remplacé - : Capitaine - : Carton jaune - : Carton rouge |
| Noussair Mazraoui      | 60       | 90       | 90       | 82       | -        | 46       | -        | 368      | -           | -              | 5        | 5        | Abréviations et symboles - TT : Total de minutes jouées - MJ : Nombre de matchs joués - MT : Matchs joués en tant que titulaire - : But - : Passe décisive - : Joueur entré - : Joueur remplacé - : Capitaine - : Carton jaune - : Carton rouge |
| Romain Saïss           | 90       | 90       | 90       | 120      | 57       | 21       | -        | 468      | -           | -              | 6        | 6        | Abréviations et symboles - TT : Total de minutes jouées - MJ : Nombre de matchs joués - MT : Matchs joués en tant que titulaire - : But - : Passe décisive - : Joueur entré - : Joueur remplacé - : Capitaine - : Carton jaune - : Carton rouge |
| Milieux                |          |          |          |          |          |          |          |          |             |                |          |          | Abréviations et symboles - TT : Total de minutes jouées - MJ : Nombre de matchs joués - MT : Matchs joués en tant que titulaire - : But - : Passe décisive - : Joueur entré - : Joueur remplacé - : Capitaine - : Carton jaune - : Carton rouge |
| Zakaria Aboukhlal      | -        | 17       | 25       | -        | 8        | 24       | -        | 74       | 1           | -              | 4        | -        | Abréviations et symboles - TT : Total de minutes jouées - MJ : Nombre de matchs joués - MT : Matchs joués en tant que titulaire - : But - : Passe décisive - : Joueur entré - : Joueur remplacé - : Capitaine - : Carton jaune - : Carton rouge |
| Selim Amallah          | 90       | 68       | 25       | 82       | 65       | 69 78    | 24       | 342      | -           | -              | 7        | 4        | Abréviations et symboles - TT : Total de minutes jouées - MJ : Nombre de matchs joués - MT : Matchs joués en tant que titulaire - : But - : Passe décisive - : Joueur entré - : Joueur remplacé - : Capitaine - : Carton jaune - : Carton rouge |
| Sofyan Amrabat         | 90       | 90       | 90       | 120      | 90       | 90       | 90       | 660      | -           | -              | 7        | 7        | Abréviations et symboles - TT : Total de minutes jouées - MJ : Nombre de matchs joués - MT : Matchs joués en tant que titulaire - : But - : Passe décisive - : Joueur entré - : Joueur remplacé - : Capitaine - : Carton jaune - : Carton rouge |
| Sofiane Boufal         | 65       | 73       | 65       | 66       | 82       | 66       | 64       | 481      | -           | -              | 7        | 7        | Abréviations et symboles - TT : Total de minutes jouées - MJ : Nombre de matchs joués - MT : Matchs joués en tant que titulaire - : But - : Passe décisive - : Joueur entré - : Joueur remplacé - : Capitaine - : Carton jaune - : Carton rouge |
| Ilias Chair            | -        | -        | -        | -        | -        | -        | 44       | 44       | -           | -              | 1        | -        | Abréviations et symboles - TT : Total de minutes jouées - MJ : Nombre de matchs joués - MT : Matchs joués en tant que titulaire - : But - : Passe décisive - : Joueur entré - : Joueur remplacé - : Capitaine - : Carton jaune - : Carton rouge |
| Bilal El Khannouss     | -        | -        | -        | -        | -        | -        | 56       | 56       | -           | -              | 1        | -        | Abréviations et symboles - TT : Total de minutes jouées - MJ : Nombre de matchs joués - MT : Matchs joués en tant que titulaire - : But - : Passe décisive - : Joueur entré - : Joueur remplacé - : Capitaine - : Carton jaune - : Carton rouge |
| Yahya Jabrane          | -        | -        | 5        | -        | 8        | -        | -        | 13       | -           | -              | 2        | -        | Abréviations et symboles - TT : Total de minutes jouées - MJ : Nombre de matchs joués - MT : Matchs joués en tant que titulaire - : But - : Passe décisive - : Joueur entré - : Joueur remplacé - : Capitaine - : Carton jaune - : Carton rouge |
| Azzedine Ounahi        | 81       | 78       | 76       | 120      | 90       | 90       | 34       | 569      | -           | -              | 7        | 6        | Abréviations et symboles - TT : Total de minutes jouées - MJ : Nombre de matchs joués - MT : Matchs joués en tant que titulaire - : But - : Passe décisive - : Joueur entré - : Joueur remplacé - : Capitaine - : Carton jaune - : Carton rouge |
| Anass Zaroury          | -        | -        | -        | -        | -        | -        | 23       | 23       | -           | -              | 1        | -        | Abréviations et symboles - TT : Total de minutes jouées - MJ : Nombre de matchs joués - MT : Matchs joués en tant que titulaire - : But - : Passe décisive - : Joueur entré - : Joueur remplacé - : Capitaine - : Carton jaune - : Carton rouge |
| Hakim Ziyech           | 90       | 90       | 76       | 120      | 82       | 90       | 90       | 638      | 1           | 1              | 7        | 7        | Abréviations et symboles - TT : Total de minutes jouées - MJ : Nombre de matchs joués - MT : Matchs joués en tant que titulaire - : But - : Passe décisive - : Joueur entré - : Joueur remplacé - : Capitaine - : Carton jaune - : Carton rouge |
| Attaquants             |          |          |          |          |          |          |          |          |             |                |          |          | Abréviations et symboles - TT : Total de minutes jouées - MJ : Nombre de matchs joués - MT : Matchs joués en tant que titulaire - : But - : Passe décisive - : Joueur entré - : Joueur remplacé - : Capitaine - : Carton jaune - : Carton rouge |
| Ez Abde                | 25       | -        | -        | 54       | -        | 78       | -        | 91       | -           | -              | 3        | -        | Abréviations et symboles - TT : Total de minutes jouées - MJ : Nombre de matchs joués - MT : Matchs joués en tant que titulaire - : But - : Passe décisive - : Joueur entré - : Joueur remplacé - : Capitaine - : Carton jaune - : Carton rouge |
| Walid Cheddira         | -        | -        | -        | 38       | 25       | -        | -        | 63       | -           | -              | 2        | -        | Abréviations et symboles - TT : Total de minutes jouées - MJ : Nombre de matchs joués - MT : Matchs joués en tant que titulaire - : But - : Passe décisive - : Joueur entré - : Joueur remplacé - : Capitaine - : Carton jaune - : Carton rouge |
| Youssef En-Nesyri      | 81       | 73       | 90       | 82       | 65       | 66       | 90       | 547      | 2           | -              | 7        | 7        | Abréviations et symboles - TT : Total de minutes jouées - MJ : Nombre de matchs joués - MT : Matchs joués en tant que titulaire - : But - : Passe décisive - : Joueur entré - : Joueur remplacé - : Capitaine - : Carton jaune - : Carton rouge |
| Abderrazak Hamed-Allah | 9        | 17       | 14       | -        | -        | 24       | -        | 64       | -           | -              | 4        | -        | Abréviations et symboles - TT : Total de minutes jouées - MJ : Nombre de matchs joués - MT : Matchs joués en tant que titulaire - : But - : Passe décisive - : Joueur entré - : Joueur remplacé - : Capitaine - : Carton jaune - : Carton rouge |
| Abdelhamid Sabiri      | 9        | 22       | 65       | 38       | -        | -        | 46       | 170      | 1           | -              | 5        | 2        | Abréviations et symboles - TT : Total de minutes jouées - MJ : Nombre de matchs joués - MT : Matchs joués en tant que titulaire - : But - : Passe décisive - : Joueur entré - : Joueur remplacé - : Capitaine - : Carton jaune - : Carton rouge |
| Total                  |          |          |          |          |          |          |          |          |             |                |          |          | Abréviations et symboles - TT : Total de minutes jouées - MJ : Nombre de matchs joués - MT : Matchs joués en tant que titulaire - : But - : Passe décisive - : Joueur entré - : Joueur remplacé - : Capitaine - : Carton jaune - : Carton rouge |
| Équipe du Maroc        | 90       | 90       | 90       | 120      | 90       | 90       | 90       | 660      | 6           | 3              | 7        | 7        | Abréviations et symboles - TT : Total de minutes jouées - MJ : Nombre de matchs joués - MT : Matchs joués en tant que titulaire - : But - : Passe décisive - : Joueur entré - : Joueur remplacé - : Capitaine - : Carton jaune - : Carton rouge |

| Buts | Joueurs           | Adversaires      |
| ---- | ----------------- | ---------------- |
| 2    | Youssef En-Nesyri | Canada, Portugal |
| 1    | Hakim Ziyech      | Canada           |
| 1    | Abdelhamid Sabiri | Belgique         |
| 1    | Zakaria Aboukhlal | Belgique         |
| 1    | Achraf Dari       | Croatie          |

| Passes | Joueurs           | Adversaires |
| ------ | ----------------- | ----------- |
| 1      | Achraf Hakimi     | Canada      |
| 1      | Hakim Ziyech      | Belgique    |
| 1      | Yahya Attiatallah | Portugal    |